# Ceresium coreanum
Ceresium coreanum är en skalbaggsart som beskrevs av S. Saito 1932. Ceresium coreanum ingår i släktet Ceresium och familjen långhorningar. Inga underarter finns listade i Catalogue of Life.